# Roe-Deer
Roe-Deer je česká indie rocková hudební skupina, založená v roce 1999. Patřila mezi významné české kytarové kapely, pravidelně koncertovala také v zahraničí (Anglie, Německo, Rakousko). Vystoupila například jako předkapela Sneaker Pimps, Franz Ferdinand nebo Chikinki. Skupina oficiálně ukončila činnost k 19. červenci 2008, ale 17. dubna 2020 vydala singl Rollercoaster Ride.

## Historie
U zrodu skupiny stáli v létě 1999 zpěvačka Ema Brabcová, kytarista Vratislav Kugler a Šmity (basová kytara). Na podzim téhož roku se rozrostli o klávesistu Karla Drašnara (Ecstasy of Saint Theresa), za bicí usedl Jan Malich. V roce 2000 vydali vlastním nákladem první nahrávku - EP Roe-Deer a opět se měnilo složení kapely. Odešel Karel Drašnar, Vratislava Kuglera vystřídal kytarista Filip Míšek.
Po vydání dvou alb Everforever (2001) a Aquaparty (2003) odešla Ema Brabcová i Filip Míšek a společně založili skupinu Khoiba. Šmity oslovil hudebníka Andrzeje Palce a ve zcela nové sestavě nahráli album Lollipop. Před dalším studiovým albem následovalo těžké období hledání nových spoluhráčů, kterými se nakonec stali kytarista Adam Voneš a bubeník Marek Klasna (Ecstasy Of Saint Theresa, Folk3mail). V novém složení ', na jaře 2006 vydali singl „2nd Boy Floor“ následovaný deskou Take. Další, v pořadí již páté, studiové album s pracovním názvem Auraora by mělo být vydáno v tomtéž roce, nikdy k tomu však nedošlo. Jeho předzvěstí byl pouze singl „The Wild Things“.
O rozpadu Roe-Deer informovali Andrzej a Šmity prostřednictvím Myspace. V oficiálním vyjádření píší: „19. 7. 2008 přestala skupina Roe-Deer po více než osmi letech existovat. Jako labutí píseň si na myspace můžete již nyní poslechnout song „Fucked Up“. A během podzimu pak ještě další novinku „So Young, So Burned Out, So Scared“... Děkujeme za vaši podporu po celé tyto roky a těšíme se brzy na shledanou s našimi dalšími projekty/kapelami.“

### Další hudební aktivity členů Roe-Deer
I Like You Hysteric - Symbolicky na Silvestra roku 2009 vydává Andrzej Palec a Marek Kedzior (ex Dorian Gray's Prostitutes) EP Something to Remember se svým novým projektem I Like You Hysteric, na podzim 2010 následuje EP Whatever, koncertně se představili až na svém turné na jaře 2011, kdy se původně projekt přeměnil v regulární kapelu. 11.11.2011 vychází třetí EP v pořadí, tentokrát nazvané 'THE PIGS ARE ALRIGHT'.
LUNO - Šmity po letech oslovuje opět zpěvačku Emu Brabcovou původně s nápadem natočit její sólové album. Do sestavy se přidává ještě bubeník Honza Janečka [Southpaw] a Martin Starý a nakonec vzniká debutové album LUNO, které vychází i na vinylu. Kapela Luno pravidelně koncertuje a objevuje se na předních festivalech a na podzim 2011 vydává EP "Litato". 

## Diskografie

### Studiová alba
- 2001 Everforever
- 2003 Aquaparty
- 2004 Lollipop
- 2006 Take

### Singly
- 2006 „2nd Boy Floor“
- 2007 „You Really Got Me / The Meal Is Ready“
- 2008 „The Wild Things“
- 2020 „Rollercoaster Ride“

### OST
- 2004 Silný kafe
- 2007 Pusinky